# Watergate (discothèque)
Pour les articles homonymes, voir Watergate (homonymie).
Le Watergate est un nightclub berlinois spécialisé dans la musique électronique, fondé en 2002 par Steffen Hack et Uli Wombacher. Considéré comme l'un des lieux les plus importants de la scène électronique berlinoise,, il est situé au bord de la Spree, dans le quartier de Kreuzberg et a une capacité de 1 000 places. Il est divisé en deux espaces, l'un à l'étage comprenant une terrasse dominant la rivière et l'Oberbaumbrücke, l'autre plus bas dénommée Waterfloor.

## Historique
Fin 2024, le Watergate ferme ses portes pour raisons économiques et financières,. 